# Armando Baptista-Bastos
Armando Baptista-Bastos (Lisboa, 27 de fevereiro de 1934 – Lisboa, 9 de maio de 2017) foi um jornalista e escritor português.

## Biografia
Nascido no Bairro da Ajuda, ficou órfão de mãe precocemente, aos seis anos de idade. A profissão do pai, tipógrafo — viria a ser chefe de tipografia em O Século — despertará em Baptista-Bastos um interesse pela imprensa e, reflexamente, pela literatura, que o acompanhará pela vida fora. Contudo, na infância, Baptista-Bastos aspirava tornar-se arquiteto, tendo frequentado com esse intuito a Escola de Artes Decorativas António Arroio, em Lisboa. Também estudou francês no Liceu Francês Charles Lepierre.
Aos 14 anos publicou os seus primeiros contos na secção infantil do Diário Popular. Aos 19, depois de passar cerca de um ano como aprendiz de tipógrafo, também no Diário Popular, entrou como estagiário para a redação d' O Século, instituição conhecida à época no meio da imprensa por «universidade do jornalismo». O chefe de redacção, Acúrsio Pereira foi decisivo nos primeiros anos de Baptista-Bastos como jornalista, fazendo-o trabalhar em rotatividade em todas as secções do jornal. Em 1953 tornou-se subchefe de redacção da revista O Século Ilustrado, assinando uma coluna de crítica, comentário de cinema, e iniciando, assim, um estilo jornalístico próprio, inovador, mas frequentemente tido como controverso e polémico.
Baptista-Bastos foi ativista do MUD Juvenil na sua juventude e, no ano de 1959, já militante do Partido Comunista Português, participou na Revolta da Sé. Embora não tenha sido sequer julgado, foi despedido d'O Século, em abril de 1960, dada a inconveniência para o jornal em manter nos seus quadros um opositor declarado do regime salazarista.
Desempregado e sob o controlo da polícia política, chegou a pensar exilar-se em Paris, mas conseguiu subsistir, na clandestinidade. Sob o pseudónimo de Manuel Trindade,  redigiu notícias para a RTP e colaborou em diversos documentários da estação pública, realizados por Fernando Lopes (Cidade das Sete Colinas, Os Namorados de Lisboa, Este século em que vivemos) e Baptista Rosa (O Forcado, a que ficaria associada a imagem de Augusto Cabrita e a música Scketchs of Spain, de Miles Davies).
Em fevereiro de 1962, Baptista-Bastos vai com Fernando Lopes durante um mês para a Ericeira, para fazer a adaptação do romance Domingo à tarde, de Fernando Namora. Foi lá que escreveu a primeira versão do seu primeiro livro de ficção, O Secreto Adeus, uma crítica ao jornalismo que existia na altura. A associação a Fernando Lopes levaria ainda Baptista-Bastos a colaborar com o realizador no primeiro filme da autoria deste, Belarmino, obra-chave do Cinema Novo Português, como autor da entrevista a Belarmino Fragoso.
Proibido de colaborar na RTP por ordem direta do director do Secretariado Nacional de Informação, César Moreira Baptista, ficou mais uma vez no desemprego, passando sazonalmente pela redação da Agence France Press, em Lisboa. Pouco tempo depois, entrou para o jornal República. No entanto, resolveu aceitar o convite de Raúl Solnado, que então procurava lançar-se como ator no Brasil, e que tinha sido contratado pela TV Rio, e acompanhá-lo na qualidade de seu secretário. Por coincidência, quando o jornalista chegou ao Brasil deu-se o golpe militar contra o presidente Goulart, fazendo Batista-Bastos a cobertura dos acontecimentos subsequentes, redigindo notícias para o jornal República, que nunca chegaram a ser publicadas, por impedimento da censura.
Volvidos oito meses, de regresso a Portugal, Baptista-Bastos regressa ao República, mas não por muito tempo, pois é convidado para integrar o Diário Popular. Neste matutino irá permanecer por cerca de duas décadas, mais precisamente, 23 anos, desde 1965 até 1988, ficando para sempre associado a este jornal, onde assinou centenas de peças, entre reportagens, entrevistas e crónicas. Foi também aí que teve oportunidade de viajar e escrever sobre Portugal e muitos outros países europeus, americanos, africanos, e contactar e entrevistar inúmeras personalidades, da política, à cultura e ao desporto, mas sem deixar de revelar a opinião e o sentimento do povo anónimo.
Fez ainda parte das redações do Europeu, de João Soares Louro, e de O Diário, bem como das revistas Almanaque, Gazeta Musical e Todas as Artes, Época e Sábado.
Como cronista, teve igualmente uma extensa colaboração; com o Jornal de Notícias, A Bola, Diário de Notícias, Jornal de Negócios e a revista Tempo Livre, editada pelo INATEL. Também na rádio leu as suas crónicas na Antena 1 e na Rádio Comercial.
Como crítico colaborou com a Seara Nova, Jornal de Letras, Artes e Ideias, o Expresso, o Jornal do Fundão, o Correio do Minho, O Inimigo e o Diário Económico.
Foi um dos fundadores do semanário O Ponto, periódico onde registou uma série de entrevistas semanais, entre outros textos e reportagens, posteriormente editadas no livro O Homem em Ponto.
Apresentou na televisão o programa de entrevistas Conversas Secretas, emitido na SIC. A convite do jornal Público, realizou também uma série de 16 célebres entrevistas, com o título «Onde é que você estava no 25 de Abril?», posteriormente editadas em CD-ROM, uma pergunta que se tornou icónica da imagem de Baptista-Bastos e recorrente em entrevistas de caráter biográfico, por outros jornalistas.
Faleceu a 9 de maio de 2017, aos 84 anos de idade, no Hospital de Santa Maria, em Lisboa, onde se encontrava internado há várias semanas.

## Obras
- O Cinema na Polémica do Tempo (ensaio, 1959)
- O Filme e o Realismo (ensaio, 1962)
- O Secreto Adeus (romance 1963)
- O Passo da Serpente (romance, 1965)
- A Palavras dos Outros (crónicas e reportagens, 1969)
- Cidade Diária (crónicas, 1972)
- Cão Velho entre Flores (romance, 1974)
- Capitão de Médio Curso (crónicas, 1979)
- Viagem de um Pai e de Um Filho pelas Ruas da Amargura (romance, 1981)
- Elegia para um Caixão Vazio (romance, 1984)
- O Homem em Ponto (entrevistas, 1984)
- A Colina de Cristal (romance, 1987)
- Um Homem Parado no Inverno (romance, 1991)
- O Nome das Ruas (crónicas, com António Borges Coelho, 1993)
- O Cavalo a Tinta da China (romance, 1995)
- Fado Falado (reportagem, 1999)
- Lisboa Contada pelos Dedos (crónicas, 2001)
- No Interior da Tua Ausência (romance, 2002)
- As Bicicletas em Setembro (romance, 2007)
- A Bolsa da Avó Palhaça (romance, 2007)
- A Cara da Gente (crónicas, 2008)
- Tempo de Combate (crónicas, 2014)

## Prémios
- Prémio Literário Município de Lisboa (Prémio de Prosa de Ficção), 1987 - A Colina de Cristal
- Prémio P.E.N. Clube Português de Ficção, 1987 - A Colina de Cristal
- Prémio da Crítica do Centro Português da Associação Internacional de Críticos Literários (ex-aequo), 2002 - No interior da tua ausência
- Prémio de Crónica João Carreira Bom - 2006
- Prémio Clube Literário do Porto - 2006